# Eduardo de Gregorio
Eduardo de Gregorio (Buenos Aires, 12 settembre 1942 – Parigi, 13 ottobre 2012) è stato uno sceneggiatore, regista cinematografico e dialoghista argentino.

## Biografia
Eduardo compì i suoi studi di filosofia e lettere in Argentina, che lasciò nel 1966, poco dopo il colpo di Stato del generale Onganía, a causa, disse lui, dell'ordine morale soffocante, che ne derivò. Imbarcatosi per Londra, si recò poi a Parigi e quindi a Roma, ove si fermò fino all'inizio degli anni settanta. Fu a Roma che scrisse le sue prime sceneggiature per i registi Maurizio Ponzi (I visionari, 1968) e Bernardo Bertolucci (Strategia del ragno, 1970) e recitò come attore in una co-produzione italo-tedesca, realizzata da Jean Marie Straub e Danièle Huillet, dalla tragedia Othon di Corneille: Les yeux ne veulent pas en tout temps se fermer ou peut-être qu'un jour Rome se permettra de choisir à son tour. Tornato a Parigi vi si fermò stabilmente. Da adolescente, era rimasto impressionato dai film di Ingmar Bergman, da quelli di Eisenstein e poi da quelli di Michelangelo Antonioni, ma fu lo choc che subì scoprendo la Nouvelle Vague (I quattrocento colpi, Fino all'ultimo respiro) ed i Cahiers du cinéma, che lo spinse a diventare cineasta.
Fu per questo motivo ch'egli iniziò la sua carriera in Francia come sceneggiatore di Jacques Rivette («Un lavoro molto rischioso e molto eccitante»), particolarmente per  Céline e Julie vanno in barca (1974) e Duelle (1976), prima di realizzare il suo primo film: Sérail (1976).
Parallelamente alle sue attività di cineasta, egli insegnava a La Fémis ed all'Università Sorbonne Nouvelle.
Morì all'Hôpital Saint-Louis apparentemente nell'indigenza (i suoi film non ebbero che un successo di critica) e venne lanciato un appello per poter procedere all'inumazione della sua salma.

## Filmografia
Regista (R) — Sceneggiatore (S) — Dialoghi (D) — Attore (A)
- I visionari di Maurizio Ponzi (1968) S
- Gli occhi non vogliono in ogni tempo chiudersi (Les yeux ne veulent pas en tout temps se fermer ou peut-être qu'un jour Rome se permettra de choisir à son tour) di Jean-Marie Straub et Danièle Huillet (1970)  A
- Strategia del ragno (La Stratégie de l'araignée ) di Bernardo Bertolucci (1970) S
- Céline e Julie vanno in barca (Céline et Julie vont en bateau) di Jacques Rivette (1974) S
- Noroît (Noroît) di Jacques Rivette (1976) S — D
- La Cecilia di Jean-Louis Comolli (1976)  S
- Duelle di Jacques Rivette  (1976)  S — D
- Sérail d'Eduardo de Gregorio 1976 R — S — D
- Cecilia - Storia di una comune anarchica, regia di Jean-Louis Comolli (1976) S
- La Mémoire courte d'Eduardo de Gregorio (1979) R — S — D
- Cinéma 16, serie televisiva, episodio Le Marteau-piqueur di Charles L. Bitsch 1981: S
- Merry-Go-Round di Jacques Rivette  (1981)  S — D
- Aspern (Aspern) d'Eduardo de Gregorio (1985)  R
- Où que tu sois d'Alain Bergala  (1987)  S
- Corps perdus d'Eduardo de Gregorio (1990)  R — S — D
- Rio Negro d'Atahualpa Lichy  (1991)  S
- Paradis perdu (The Keys), film TV di Richard Compton 1992 S
- Tangos volés d'Eduardo de Gregorio (2002) R — S — D